# Mimosa germana
Mimosa germana är en ärtväxtart som beskrevs av Paul Carpenter Standley och Louis Otho Otto Williams. Mimosa germana ingår i släktet mimosor, och familjen ärtväxter. Inga underarter finns listade i Catalogue of Life.